# Уоллингтон, Вивьен
Вивьен Уоллингтон (англ. Vivienne Wallington, род. 8 февраля 1937, Австралия) — австралийская писательница, автор любовных романов, публикуется как под собственным именем, так и под псевдонимом Элизабет Дьюк (англ. Elizabeth Duke).

## Биография
Уоллингтон много лет проработала библиотекарем. Прежде чем начать писать в романтическом жанре, она написала три детские книги. Девятнадцать её романов были опубликованы в серии «Harlequin Romance» под псевдонимом Элизабет Дьюк. Затем она писала под своим именем для различных серий Silhouette. Romantic Times описала её как «демонстрирующую прекрасный талант рассказывания историй, поскольку она создаёт динамичных персонажей и интригующий конфликт, который заставит вас гадать до последней страницы».
Уоллингтон живёт в Мельбурне со своим мужем Джоном. У них двое взрослых детей.

## Произведения

### Романы
- Somewhere (1983)
- Butterfingers (1986)
- Claiming His Bride (2001)
- Kindergarten Cupids (2002)
- In Her Husband's Image (2004)
- The Last Time I Saw Venice (2005)

### Под псевдонимом Элизабет Дьюк
- Softly Flits a Shadow (1985)
- Windarra Stud (1988)
- Island Deception (1989)
- Fair Trail (1990)
- Wild Temptation (1991)
- Whispering Vines (1992)
- Outback Legacy (1993)
- Bogus Bride (1993)
- Shattered Wedding (1994)
- Make-believe Family (1995)
- To Catch a Playboy (1995)
- Heartless Stranger (1996)
- The Marriage Pact (1997)
- Takeover Engagement (1997)
- Taming a Husband (1997)
- Look-Alike Fiancée (1998)
- The Husband Dilemma (1998)
- The Parent Test (1999)
- The Outback Affair (2000)

### Соавторство
- In Her Husband's Image / Then There Were Three (2004) (с Линдой Сандоваль)
- Beauty Queen's Makeover / Last Time I Saw Venice (2005) (с Терезой Саутвик[англ.])